# Tournemire (Cantal)
Tournemire település Franciaországban, Cantal megyében. Lakosainak száma 122 fő (2022. január 1.). Tournemire Girgols, Saint-Cernin és Saint-Projet-de-Salers községekkel határos.

## Népesség
A település népessége az elmúlt években az alábbi módon változott:
| Lakosok száma | 299  | 183  | 163  | 142  | 129  | 123  | 126  | 128  | 127  | 122  |
|               | 1968 | 1982 | 1990 | 2006 | 2013 | 2015 | 2017 | 2019 | 2020 | 2022 |